# 모토키 사쿠라
모토키 사쿠라(일본어: 元木 咲良, 2002년 2월 20일~)는 일본의 레슬링 선수이다. 2024년 하계 올림픽에서 여자 자유형 라이트급(-57kg) 금메달을 획득했으며 세계 선수권 대회에서 은메달 1, 동메달 1개를 획득했다.

## 개인사
아버지인 모토키 야스토시도 일본 국가대표 레슬링 선수로 활동했다.